# Рафнік
Рафнік (рум. Rafnic) — село у повіті Караш-Северін в Румунії. Входить до складу комуни Лупак.
Село розташоване на відстані 351 км на захід від Бухареста, 10 км на південний захід від Решиці, 72 км на південний схід від Тімішоари.

## Населення
За даними перепису населення 2002 року у селі проживали 560 осіб.
Національний склад населення села:
| Національність | Кількість осіб | Відсоток |
| -------------- | -------------- | -------- |
| хорвати        | 537            | 95,9%    |
| румуни         | 15             | 2,7%     |
| цигани         | 7              | 1,3%     |

Рідною мовою назвали:
| Мова       | Кількість осіб | Відсоток |
| ---------- | -------------- | -------- |
| хорватська | 536            | 95,7%    |
| румунська  | 15             | 2,7%     |
| циганська  | 7              | 1,3%     |